# Héctor Lucchetti
Héctor Lucchetti (castellà: Héctor Pablo Lucchetti)  (La Plata, 9 de març de 1905 - Argentina, p. segle XX) va ser un tirador d'esgrima argentí que va competir durant les dècades de 1920 i 1930. Era germà del també tirador d'esgrima Luis Lucchetti.
El 1928 va prendre part en els Jocs Olímpics d'Amsterdam, on va guanyar la medalla de bronze en la prova de floret per equips del programa d'esgrima. El 1936 va disputar dues proves del programa d'esgrima als Jocs de Berlín. Fou setè en la prova de floret per equips, mentre en la prova d'espasa per equips quedà eliminat la segona ronda.